# Vacuolariaceae
Famille
Les Vacuolariaceae sont une famille d'algues de l'embranchement des Ochrophyta de la classe des Raphidophyceae et de l’ordre des Chattonellales.

## Étymologie
Le nom vient du genre type Vacuolaria, construit avec le préfixe latin vacuo-, « vide », par allusion à la  vacuole, et le suffixe -aria, « relatif à », probablement en référence à l'aspect mouvant et fugitif des vacuoles de cet organisme. Cienkowsky remarque que « La zoospore (du Vacuolaria) présente des vacuoles contractiles qui n'ont pas de véritables parois. Lorsque les vacuoles (du Vacuolaria) se forment, on peut voir combien de petites gouttes de liquide apparaissent d'abord au voisinage du noyau, puis s'écoulent progressivement ensemble, pour enfin qu'apparaissent les vacuoles pulsantes. ».

## Liste des genres
Selon AlgaeBase (4 mars 2022) :
- Chattonella B.Biecheler, 1936
- Chlorinimonas H.Yamaguchi, T.Nakayama, A.Murakami & I.Inouye, 2010
- Coelomonas F.Stein, 1878
- Fibrocapsa S.Toriumi & H.Takano, 1973
- Gonyostomum K.Diesing, 1866
- Haramonas Horiguchi, 1996
- Hemieutreptia Y.Hada, 1974
- Hornellia Subrahmanyan, 1954
- Merotricha Mereschkowsky, 1877
- Palmeriamonas Skvortsov, 1968
- Psammamonas B.Grant, R.F.Waller, L.A.Clementson & R.Wetherbee, 2013
- Raphidomonas F.Stein, 1878
- Swirenkoiamonas Skvortsov, 1968
- Trentonia A.Stokes, 1886
- Vacuolaria Cienkowski, 1870 - genre type
- Viridilobus Demir-Hilton et al., 2012

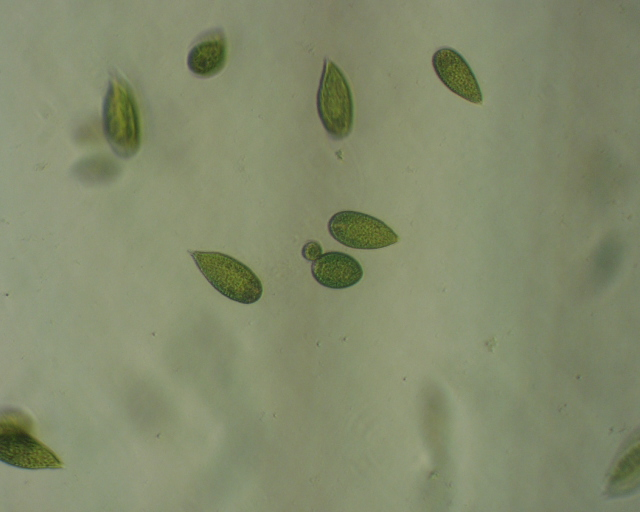
Cellules de Gonyostomum semen.
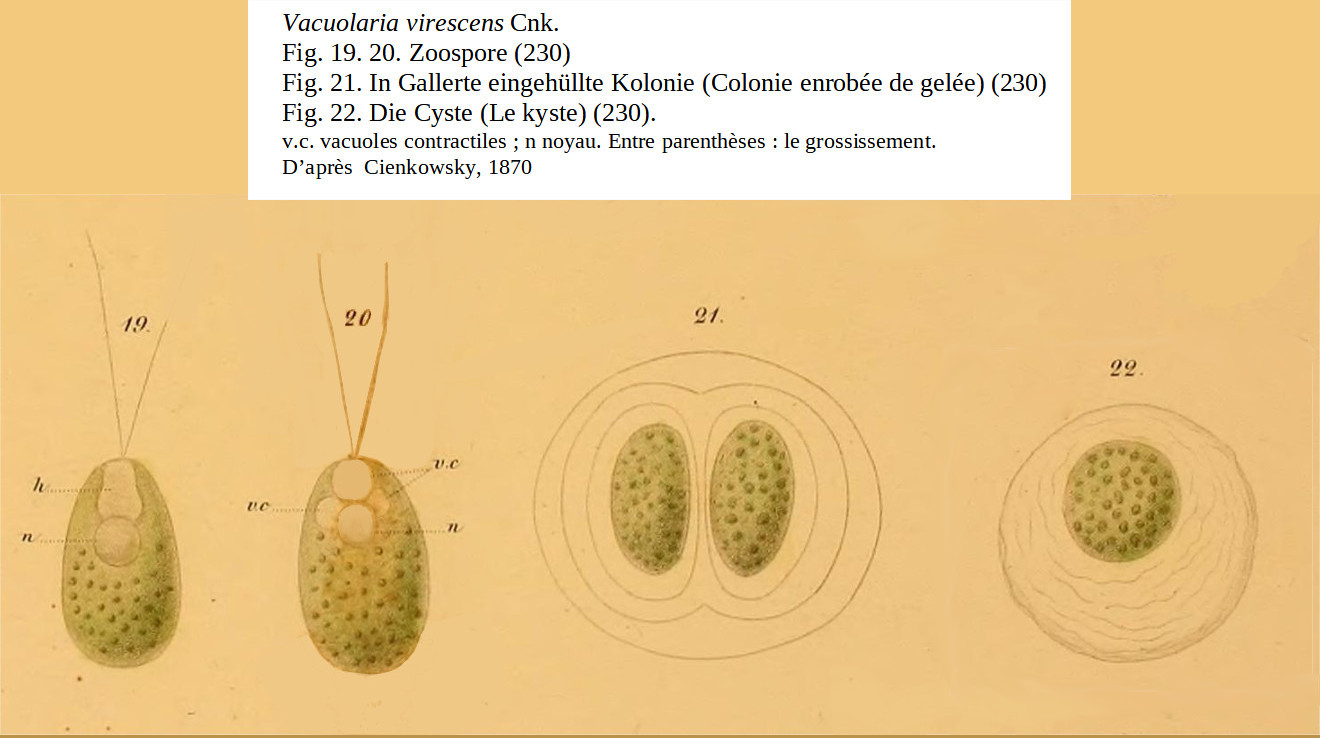
Quatre stades du Vacuolaria virescens.
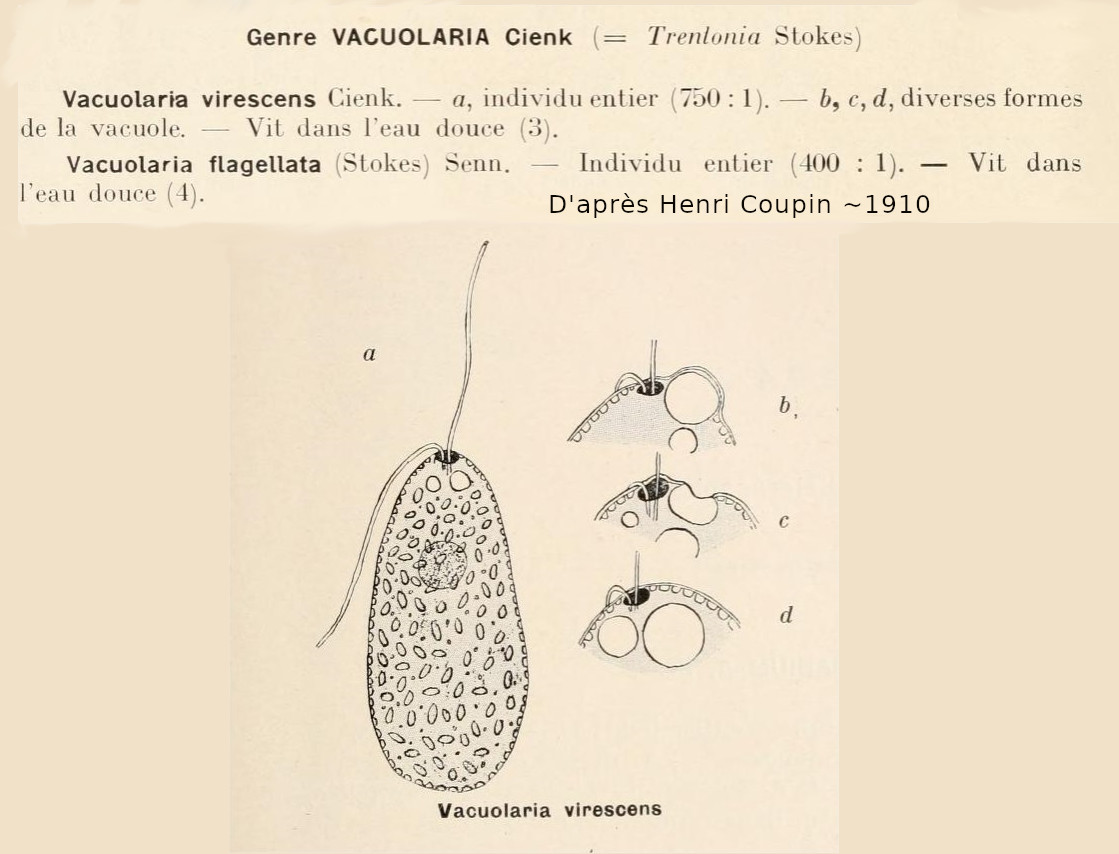
Vacuolaria virescens d'après Henri Coupin.

## Systématique
Depuis 2015, Hiroshi Kawai (d) et Takeshi Nakayama (d) classent les genres Fibrocapsa et Haramonas dans les Vacuolariaceae.